# ロサンゼルス川
ロサンゼルス川（Los Angeles River）は、アメリカ合衆国カリフォルニア州南部を流れる川。流域の大半は人口密度の高いロサンゼルス市内に入っており、ダウンタウン・ロサンゼルスの直ぐ東側を流れる。

## 概要
古い時代には先住民が飲料水として利用した。また、漁業が行われマスやコイ、エビなどが捕獲された。ヨーロッパ人も当初は先住民のやり方を模倣していたが、家畜を持ち込み牧場を開くようになると農業排水がロサンゼルス川に流れ込み次第に水質が悪化した。このため、1913年にロサンゼルス上水路を建設して北方のオーエンズ川から飲料水を導水するようになった。
ロサンゼルス川の流域は氾濫原となっており、大雨の度に氾濫していた。人口が増えて住宅や農地にも被害が及ぶようになったため1930年代に大規模な治水工事が実施された。工事はアメリカ陸軍工兵司令部の技術者が主導して行われ、流路は可能な限り直線化された。
近年、ロサンゼルス川付近はホームレスの居住地になっており、ゴミが捨てられるなど環境が悪化している。このため行政やボランティアにより改善の努力が続けられている。川の生態系は昔と比べて変化しており、オオクチバス、ブルーギル、ティラピアなどの外来種が増えた。雨の少ない夏の間は水量が少なく映画やドラマのロケ地になることがある。

## ギャラリー

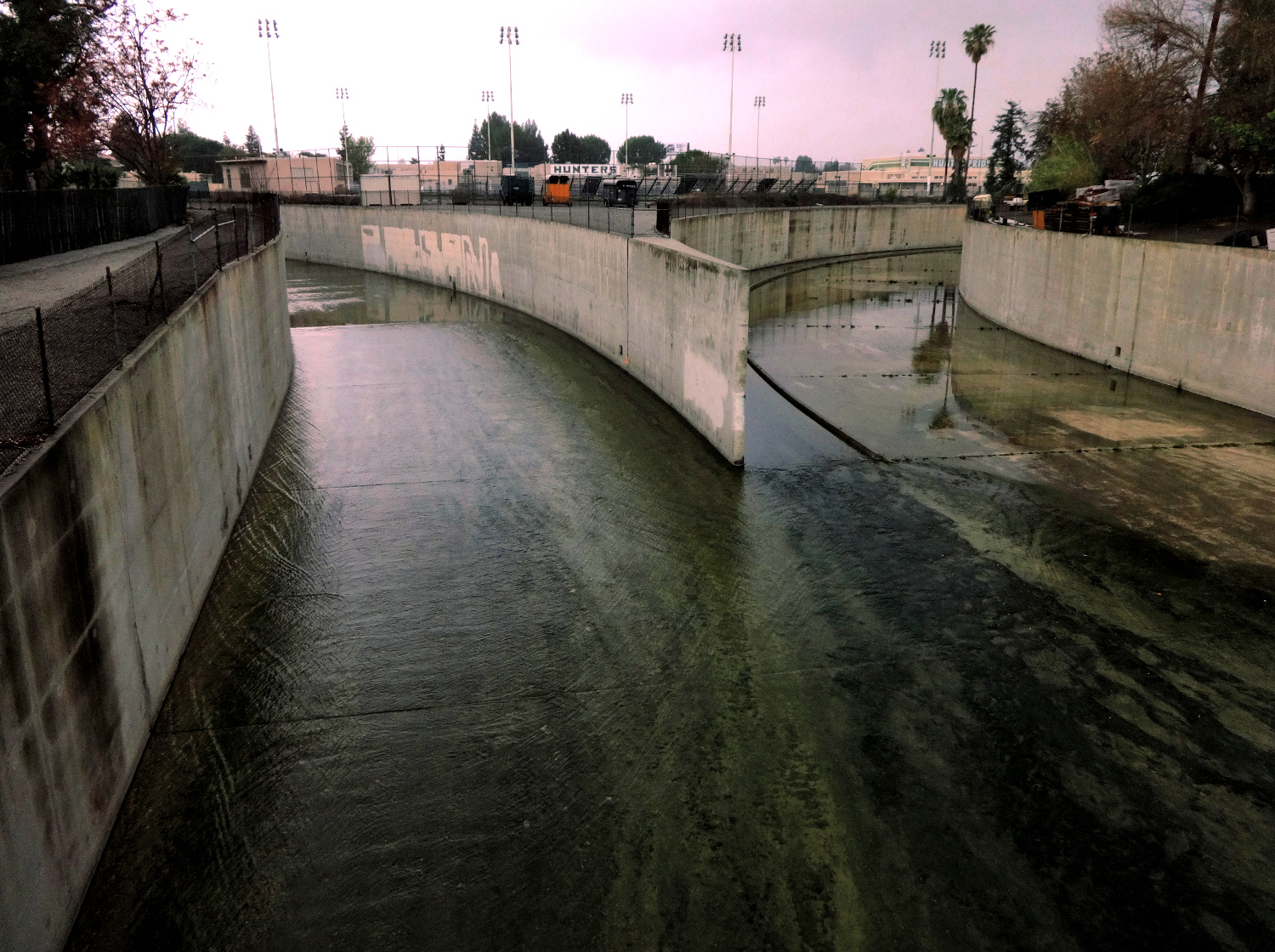
水源近く
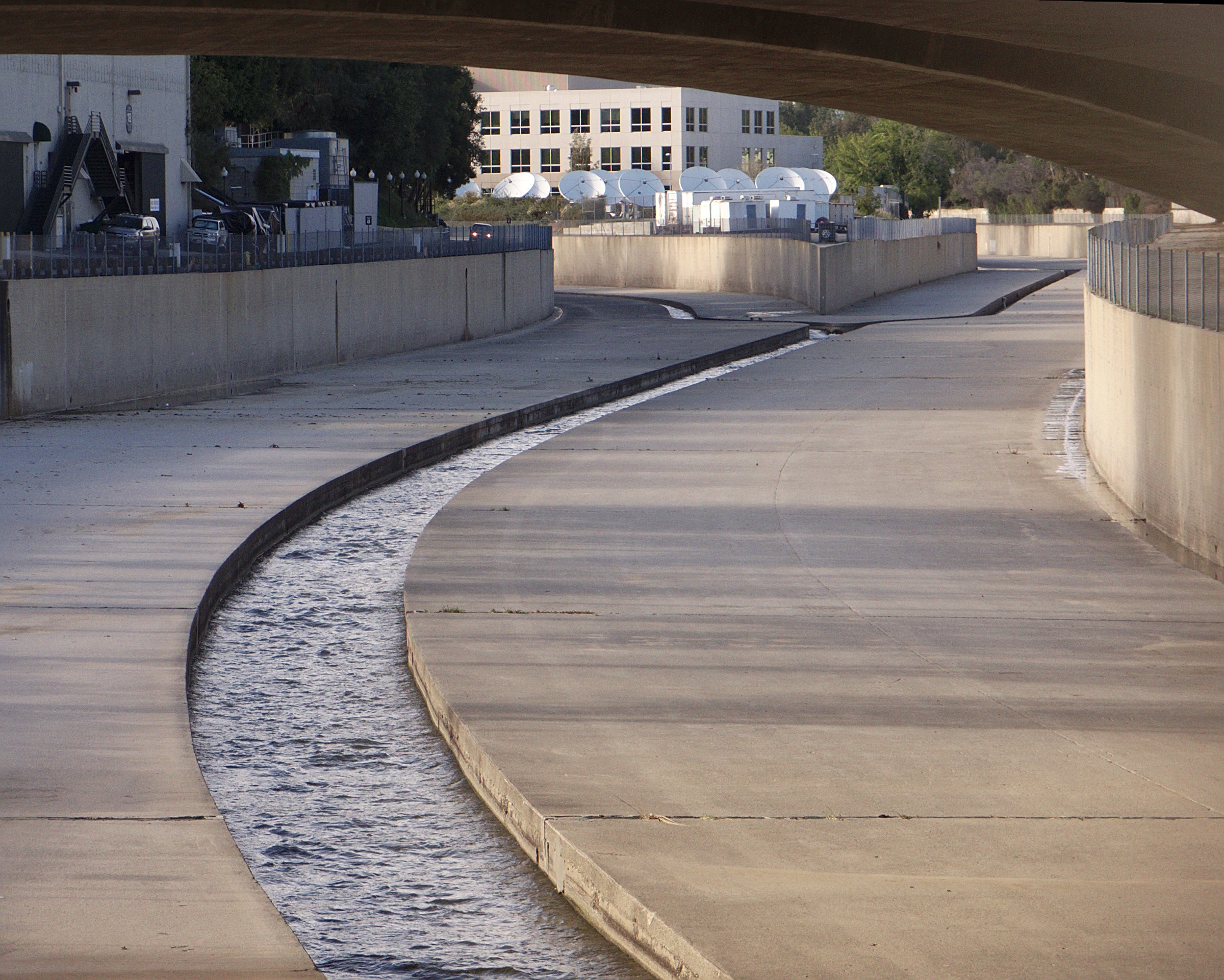
中流域
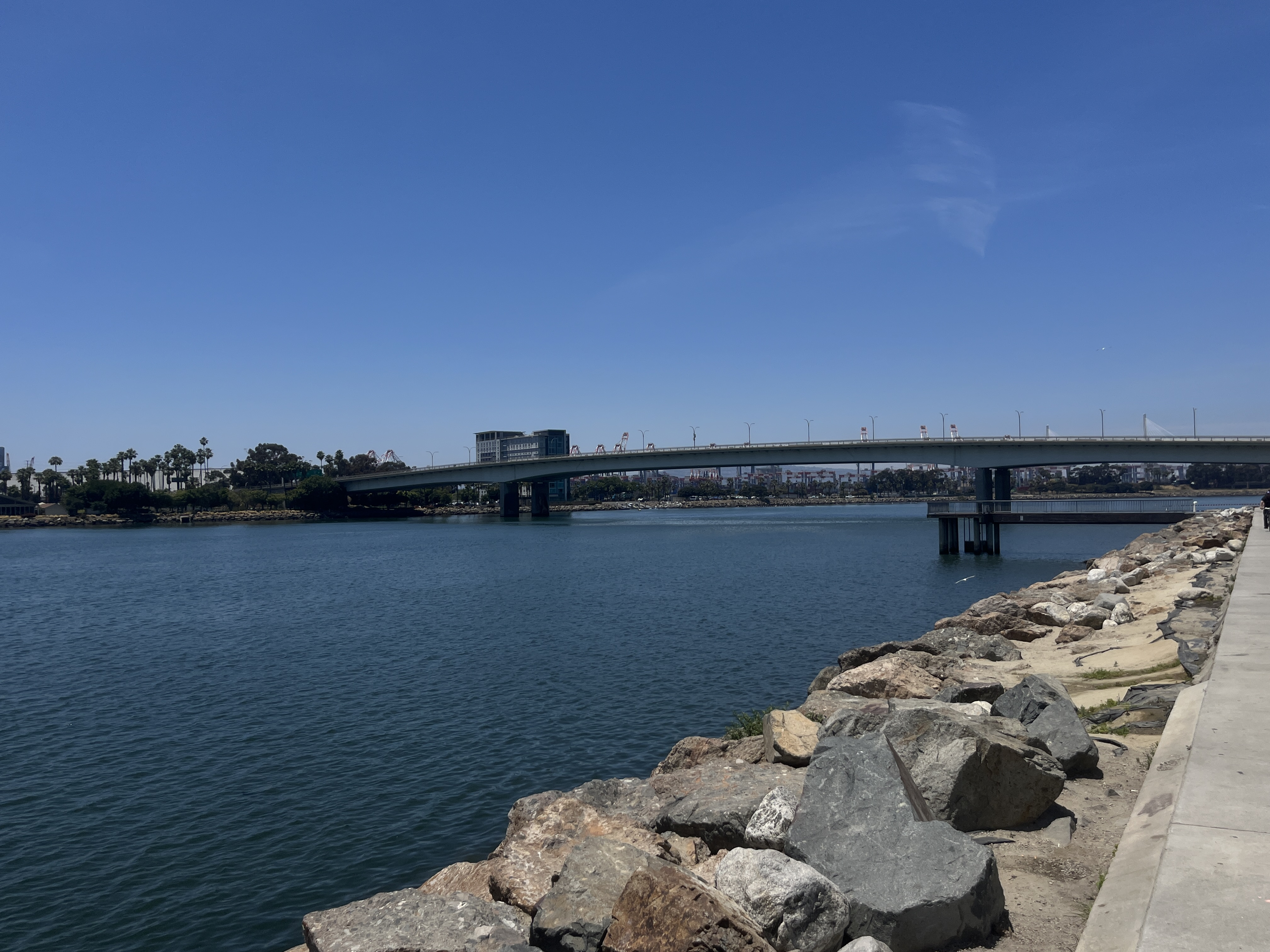
下流域